# Luc Ravel
Luc Marie Daniel Ravel (Parigi, 21 maggio 1957) è un arcivescovo cattolico francese, dal 27 maggio 2023 arcivescovo emerito di Strasburgo.

## Biografia
Nato da una famiglia originaria della Martinica e dell'isola di Riunione dal ramo paterno, e di Haute-Var da parte di madre, è il quarto di sette fratelli, tre femmine e quattro maschi.

### Formazione e ministero sacerdotale
Si è laureato alla Scuola Politecnica e ha proseguito gli studi per diventare ingegnere alla École nationale supérieure du pétrole et des moteurs di Rueil-Malmaison. In seguito si è iscritto alla facoltà di filosofia e teologia dell'Abbazia di San Pietro di Champagne ad Ardèche e all'Università di Poitiers.
Il 7 dicembre 1985 ha professato i voti solenni come canonico regolare agostiniano nella Congregazione di San Vittore e il 25 giugno 1988 è stato ordinato sacerdote. Priore della Chiesa di San Carlo di Porrentruy (in Svizzera), di Montbron e di Deanery Tardoire e Bandiat (nel dipartimento di Charente), ha fatto ritorno all'Abbazia di Champagne in qualità di maestro dei novizi dal 1996 al 2007 e di vicepriore dal 2003, fondando il movimento di Notre-Dame del'Écoute rivolto a credenti celibi e che praticano la castità.

### Ministero episcopale
Il 7 ottobre 2009 è stato nominato da papa Benedetto XVI ordinario militare in Francia. Il 29 novembre dello stesso anno è stato consacrato nella cattedrale di Notre-Dame di Parigi dal cardinale André Vingt-Trois, arcivescovo metropolita di Parigi, co-consacranti il vescovo Patrick Le Gal, suo predecessore, e Henri Marie Raoul Brincard, vescovo di Le Puy-en-Velay. Nel 2011 è diventato membro della commissione dottrinale della Conferenza episcopale di Francia.
In un articolo del febbraio 2015, pubblicato dalla rivista delle Forze Armate francesi, ha definito l'aborto come "un'arma di distruzione di massa" ed ha invitato l'opinione pubblica cattolica a riaprire il dibattito su questo tema etico. Il Ministero della difesa ha preso le distanze e si è dissociato da queste affermazioni, facendo eliminare il simbolo proprio e dell'esercito dalla copertina della rivista.
Il 18 febbraio 2017 è stato nominato arcivescovo di Strasburgo da papa Francesco. Ha preso possesso canonico dell'arcidiocesi il 2 aprile seguente.
Il 27 maggio 2023 papa Francesco ha accolto la sua rinuncia al governo pastorale dell'arcidiocesi; in attesa della nomina del suo successore è stato designato, come amministratore apostolico, l'arcivescovo-vescovo di Metz Philippe Ballot.

## Genealogia episcopale
La genealogia episcopale è:
- Cardinale Scipione Rebiba
- Cardinale Giulio Antonio Santori
- Cardinale Girolamo Bernerio, O.P.
- Arcivescovo Galeazzo Sanvitale
- Cardinale Ludovico Ludovisi
- Cardinale Luigi Caetani
- Cardinale Ulderico Carpegna
- Cardinale Paluzzo Paluzzi Altieri degli Albertoni
- Papa Benedetto XIII
- Papa Benedetto XIV
- Papa Clemente XIII
- Cardinale Marcantonio Colonna
- Cardinale Giacinto Sigismondo Gerdil, B.
- Cardinale Giulio Maria della Somaglia
- Cardinale Carlo Odescalchi, S.I.
- Vescovo Eugène de Mazenod, O.M.I.
- Cardinale Joseph Hippolyte Guibert, O.M.I.
- Cardinale François-Marie-Benjamin Richard
- Vescovo Marie-Prosper-Adolphe de Bonfils
- Cardinale Louis-Ernest Dubois
- Cardinale Georges-François-Xavier-Marie Grente
- Arcivescovo Marcel-Marie-Henri-Paul Dubois
- Cardinale François Marty
- Cardinale Jean-Marie Lustiger
- Cardinale André Vingt-Trois
- Arcivescovo Luc Marie Daniel Ravel, C.R.S.V.